# Економіка Малайзії
Малайзія — індустріально-аграрна країна.

## Основні галузі промисловості
Основні галузі промисловості: гумова, легка, електронна, гірнича (оловодобувна, нафтова), переробка продукції сільського господарства. Провідне місце займає переробка продуктів с/г і мінеральної сировини.

## Транспорт
Транспорт: залізничний, автомобільний, морський. На початку 1990-х років парк автомашин перевищив 5 млн одиниць, а загальна протяжність доріг становила 92 500 км. Більшість з них знаходиться в Півострівній Малайзії. Малайська залізниця з'єднує півострівну частину Малайзії з Сінгапуром і Бангкоком. На Сабахі прокладена одна дуже коротка лінія, а в Сараваці залізничне сполучення взагалі відсутнє. У країні нараховується понад 40 морських портів. Найбільші з них — Пінанг, Пелабухан-Келанг, Діксон і Малакка в півострівній частині країни; Сандакан, Лабуан і Кінабалу в Сабасі; Кучінг в Сараваці. У Куала-Лумпурі, Джорджтауні, Джохор-Бару, Кінабалу і на о. Ланкаві є міжнародні летовища.
За даними Index of Economic Freedom, The Heritage Foundation, U.S.A. 2001: ВВП — $ 94,3 млрд. Темп зростання ВВП — (-7,5 %). ВВП на душу населення — $ 4251. Прямі закордонні інвестиції — $ 2,2 млрд. Імпорт (продукти харчування, передусім зерно і цукор; електротехнічне обладнання, верстати, транспортні засоби, хімікати, чорні метали, оптика, пряжа і тканини) — $ 77 млрд (г.ч. Сінгапур — 24,7 %, Японія — 15,9 %, США — 13,8 %, Південна Корея — 6,7 %, Тайвань — 5,1 %). Експорт (нафта, каучук, олії і жири, деревина і фанера, олово, продукція електронної промисловості, автомобілі, ґумотехнічні вироби, взуття, текстиль, одяг) — $ 94 млрд (г.ч. США — 21,0 %, Сінгапур — 17,9 %, Японія — 10 %, Гонконг — 4,6 %, Тайвань — 4,1 %).

## Промисловість

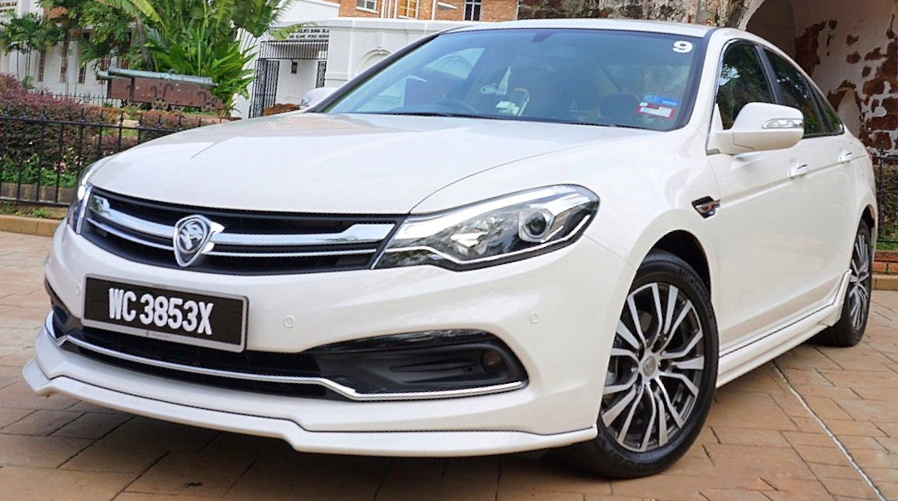
Proton — малазійський автовиробник

Порівняно з більшістю інших азійських країн Малайзія володіє розвиненою промисловістю. У 1996 внесок обробної промисловості у ВВП становив приблизно 34,5 %. Близько 90 % підприємств зосереджені в півострівній частині країни, особливо в околицях Куала-Лумпуру та в окремих районах штатів Джохор і Пулао-Пінанг. Ключові виробництва займаються переробкою нафти, каучуку, деревини, продуктів кокосової і олійної пальми, ананасів. На експорт в значній мірі орієнтовані виробництво тканин, одяг, електронної апаратури, енергоустаткування, електричних побутових приладів, транспортних засобів. На внутрішній ринок надходять харчові продукти, напої, тютюнові вироби, хімічні препарати, будівельні матеріали, сталь.
Щорічний приріст валового внутрішнього продукту в 1988—1998 становив бл. 10 % на рік. ВВП в 1997 досяг 4200 дол. США на одну людину. Економічний підйом супроводжувався скороченням частки населення, що знаходиться нижче за межу бідності, з 20,7 до 17,1 %. При цьому у 40 % найменше забезпечених сімей прибутки збільшувалися швидше, ніж у інших соціальних груп. Цих результатів Малайзія досягла завдяки орієнтації на випуск експортної продукції, а також внаслідок галузевої диверсифікації виробництва. До традиційних статей малайзійського експорту каучуку і пальмової олії додалися такі важливі експортні товари, як нафта і природний газ. Головним економічним досягненням країни потрібно вважати розвиток промисловості, особливо тих її галузей, які працюють на експорт. До другого десятиріччя XXI ст. уряд Малайзії поставив задачу створення в країні розвиненої економіки; ця програма отримала назву «Перспектива 2020». Серед важливих задач — впровадження сучасних технологій, поліпшення системи підготовки кадрів, підвищення їх загальноосвітнього рівня і більш рівномірний розвиток Півострівної Малайзії і Східної Малайзії.

### Лісова промисловість і сільське господарство
Лісова промисловість поступається за значенням тільки обробній промисловості і видобутку нафти і газу. Малайзія — один з найбільших експортерів деревини цінних тропічних порід. У країні розроблені спеціальні програми охорони і відновлення лісового фонду країни.
У минулому основу сільського господарства Малайзії складали плантації гевеї, що поступилися потім лідируючим місцем плантаціям олійної пальми. Культивують також какао, кокосову пальму, чорний перець, ананаси.
Головною продовольчою культурою країни є рис, приблизно 87 % його посівів розміщені в Півострівній Малайзії. У 1996 було зібрано бл. 2,13 млн т рису. Крім того, рис імпортують (0,5 млн т у 1996). Щоб зменшити витрати на імпорт продовольства, в країні заохочується виробництво фруктів, овочів, зелених культур, а також кормів для худоби. Площа під плодовими насадженнями розширяється щорічно більш ніж на 6 %. Майже половина її відведена під таку традиційну для Малайзії культуру, як кокосова пальма. Швидкими темпами розвиваються птахівництво і свинарство.
Прискорений розвиток морського промислу в країні почався в 1980-і роки після переоснащення рибальських баркасів. Вдосконалення матеріально-технічної бази і нові можливості отримання кредитів допомогли зростанню продукції галузі до 1,2 млн т у 1996.